# Rebellion (2019)
Rebellion (2019) – gala wrestlingu zorganizowana przez amerykańską federację Impact Wrestling (IW), nadawana na żywo w systemie pay-per-view i za pośrednictwem platformy Fite.tv. Odbyła się 28 kwietnia 2019 r. w The Rebel Entertainment Complex w Toronto. Była to pierwsza gala z tego cyklu, a zarazem drugie pay-per-view Impact Wrestling w 2019 roku.
Karta walk składała się z ośmiu pojedynków, w tym czterech o tytuły mistrzowskie. Walką wieczoru był Full Metal Mayhem Tag Team match o Impact World Tag Team Championship, w którym The Latin American Xchange (Ortiz i Santana) odebrali The Lucha Brothers (Pentagón Jr. i Fénix) tytuły mistrzowskie. Brian Cage został nowym Impact World Championem po zwycięstwie nad Johnnym Impactem, natomiast Rich Swann obronił Impact X Division Championship w oVe Rules matchu przeciwko Samiemu Callihanowi, podobnie jak Taya Valkyrie, która zachowała Impact Knockouts Championship, zwyciężając Jordynne Grace. Na gali zadebiutował Michael Elgin.
Larry Csonka, redaktor portalu internetowego 411mania.com, ocenił galę na 7,5 w 10-punktowej skali.

## Tło
Organizacja gali Rebellion została zapowiedziana przez Impact Wrestling w odcinku Impactu!, wyemitowanym 1 lutego. Bilety na wydarzenie zostały wprowadzone do sprzedaży 4 marca.

## Rywalizacje

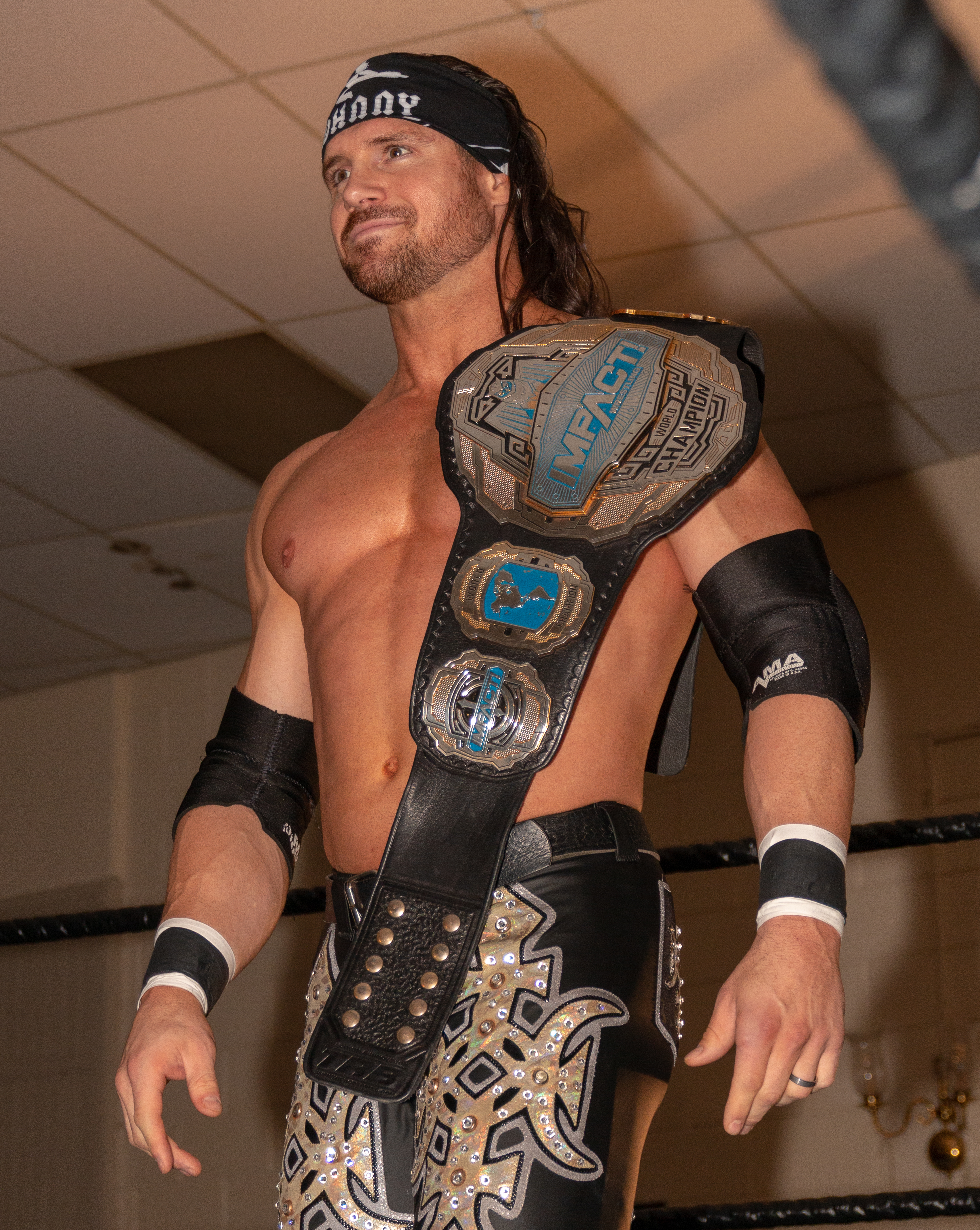
Johnny Impact

Rebellion oferowało walki wrestlingu z udziałem różnych zawodników na podstawie przygotowanych wcześniej scenariuszy i rywalizacji, które były realizowane podczas cotygodniowych odcinków programu Impact!. Wrestlerzy odgrywali role pozytywnych (face) lub negatywnych bohaterów (heel), którzy rywalizują pomiędzy sobą w seriach walk mających budować napięcie.

### Johnny Impact vs. Brian Cage
Brian Cage oczekiwał od czasu zakończenia gali Homecoming na indywidualną walkę rewanżową z Johnnym Impactem o Impact World Championship. 1 marca mistrz zaoferował pretendentowi kontrakt na to starcie pod warunkiem, że pomoże mu rozprawić się ze swoimi przeciwnikami, Moosem i Killerem Krossem, w Tag Team matchu. Pojedynek nie poszedł po myśli protagonistów, gdyż Impact doznał kontuzji karku podczas wykonywania jednej ze swoich akcji, natomiast osamotniony Cage nie sprostał rywalom, doznając obrażeń twarzy. Mimo urazów zawodnicy mieli odbyć rewanż na Impact Wrestling: Uncaged (15 marca), jednak przed walką Killer Kross wniósł nieprzytomnego Impacta do ringu na swoich barkach i zamierzał zranić go w głowę. Żona czempiona, Taya Valkyrie, podjęła próbę powstrzymania napastnika. Cage, widząc jej heroiczną postawę, wyrzucił Krossa z ringu, lecz w chwili triumfu został zaatakowany przez Valkyrie, a następnie Impacta, który wcześniej niespodziewanie wstał i zdjął kołnierz ortopedyczny. Przyczyną przemiany pary w negatywnych bohaterów była postawa publiczności, która ich zdaniem domagała się rozrywki nawet kosztem zdrowia Impacta oraz poparcie, jakim fani obdarzyli Cage’a po Homecoming, „zdradzając” tym samym Impacta. 29 marca Killer Kross pokonał Cage’a dzięki pomocy dwojga sojuszników (duży udział w tym wydarzeniu miał również sędzia Johnny Bravo, patrzący przez palce na nieuczciwe postępowanie antagonistów). 5 kwietnia pretendent do tytułu mistrzowskiego przyszedł z pomocą Jordynne Grace, która po swoim meczu z Valkyrie, została zaatakowana przez nią i jej męża. Oba zespoły spotkały się 12 kwietnia w Tag Team matchu. Protagoniści musieli uznać wyższość przeciwników, gdy sędzia Johnny Bravo niespodziewanie uderzył Cage’a, pomagając Impactowi i Valkyrie wygrać spotkanie i nawiązując z nimi sojusz. W następnym odcinku Impactu! Scott D’Amore, wiceprezes ds. wykonawczych, ogłosił, że Lance Storm będzie sędzią specjalnym w pojedynku obu wrestlerów na Rebellion. 26 kwietnia Storm, jako długoletni przyjaciel Impact World Championa i jego żony, zaznaczył, że mimo tej znajomości będzie uczciwym arbitrem. Po sprzeczce z Impactem doszło między nimi do bójki. Tego samego dnia Brian Cage i LAX pokonali Impacta i Lucha Brothers w Six Man Tag Team matchu.

### Lucha Bros. vs. LAX
Lucha Brothers (Pentagón Jr. i Fénix) pokonali 8 lutego The Latin American Xchange (Ortiz i Santana), zdobywając Impact World Tag Team Championship. Meksykanie zwyciężyli rywali w walce rewanżowej 22 lutego, po meczu zaś nie podali ręki członkom LAX i zachowali się prowokacyjnie w stosunku do przegranych. Ortiz i Santana zareagowali agresywnie, zaatakowali Pentagón Jr. i Fénix, następnie ściągnęli im maski. Lider LAX, Konnan, nie był zadowolony z zachowania swoich podopiecznych. Chciał załagodzić sytuację między obiema grupami oraz wynegocjować kolejną walkę. Jego próby spełzły na niczym, spotkał się również z aroganckim zachowaniem ze strony Lucha Brothers. Po zaognieniu konfliktu Pentagón Jr. i Fénix zaakceptowali 29 marca propozycję Konnana, który wyzwał ich do Full Metal Mayhem matchu na Rebellion. 5 kwietnia Meksykanie przyczynili się do porażki LAX z Elim Drakem i Eddiem Edwardsem. Na szali tego pojedynku znalazło się miano pretendentów do walki o tytuły tag teamowe. Dwa tygodnie później Ortiz i Santana chcieli przeszkodzić Lucha Brothers w wygraniu wspomnianego spotkania, lecz mistrzom udało się powstrzymać ich działania i obronić pasy mistrzowskie.  

### Tessa Blanchard vs. Gail Kim

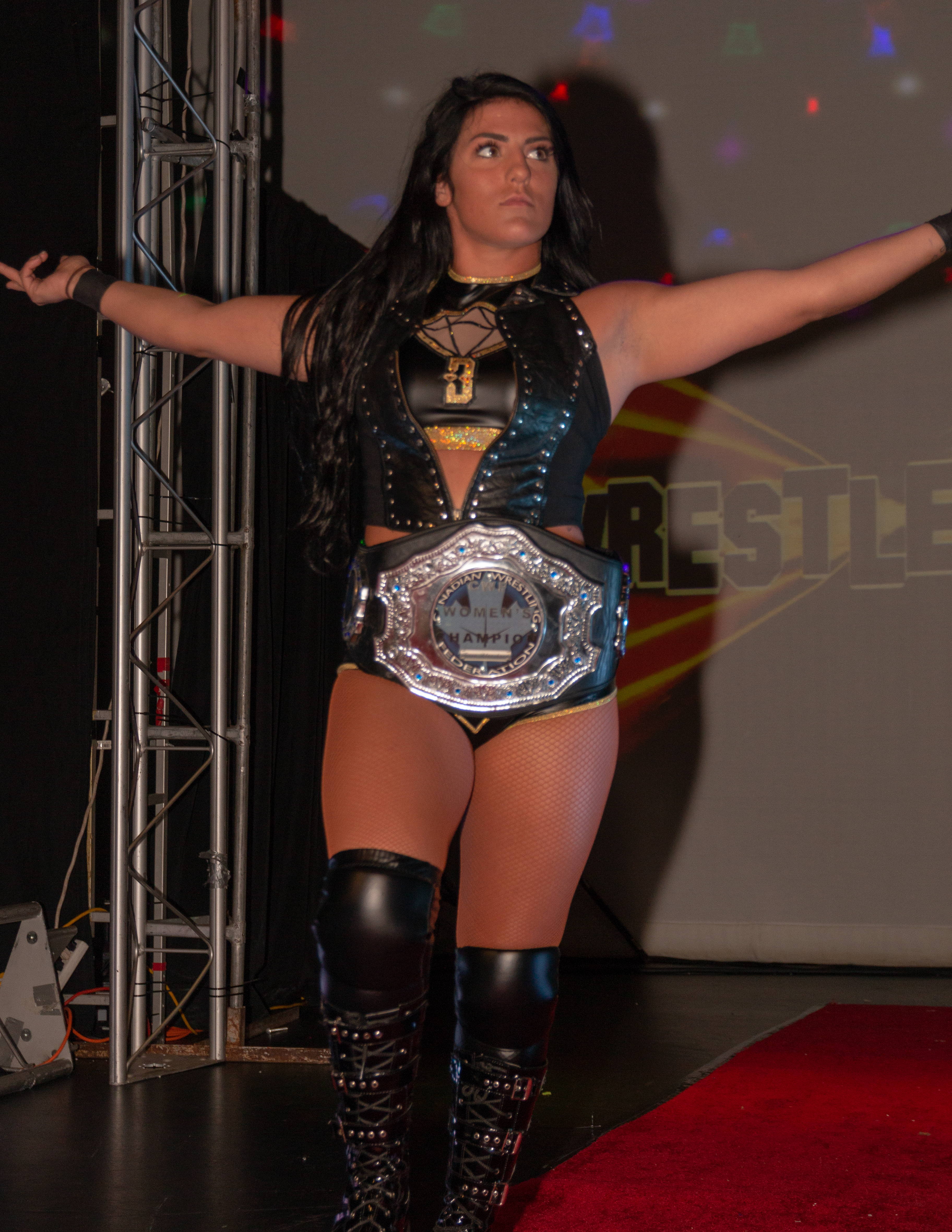
Tessa Blanchard

Tessa Blanchard poszukiwała od dłuższego czasu sposobu na dokonanie zemsty na Gail Kim za utratę tytułu mistrzowskiego na gali Impact Wrestling Homecoming (6 stycznia). Była mistrzyni poniosła porażkę z Jordynne Grace 15 marca w walce, której zwyciężczyni miała otrzymać szansę zmierzenia się o Impact Knockouts Championship z Tayą Valkyrie. Po pojedynku Blanchard wyładowała swój gniew na jednym z pracowników federacji, jednak Kim przerwała jej poczynania, wyrzucając ją siłą z ringu. Kanadyjka, członkini zarządu Impact Wrestling i emerytowana wrestlerka, nie mogła postąpić w ten sposób, dlatego otrzymała karę tygodniowego zawieszenia. 29 marca Kim, zgodnie z życzeniem Blanchard, przeprosiła ją za doprowadzenie do jej zawieszenia na przełomie stycznia i lutego oraz pozbawienia jej szansy obrony mistrzostwa Knockoutek. Jednocześnie zrezygnowała z funkcji członka zarządu federacji i ponownie zyskała status aktywnej zawodniczki, aby rozprawić się z Blanchard. Ogłosiwszy tę wiadomość, Kim zaatakowała rywalkę. Dwa tygodnie później Kim wmieszała się w pojedynek Blanchard, chcąc odebrać jej niedozwolony przedmiot, co doprowadziło do porażki byłej mistrzyni z Madison Rayne.

### Taya Valkyrie vs. Jordynne Grace
Jordynne Grace pokonała 15 marca Tessę Blanchard, uzyskując szansę walki z Tayą Valkyrie o Impact Knockouts Championship. Pojedynek, rozegrany 29 marca, wygrała Grace, jednak w wyniku wyliczenia rywalki, która opuściła ring po zasygnalizowaniu odniesienia kontuzji, nie zdobyła tytułu mistrzowskiego. Tydzień później Grace została zapowiedziana jako rywalka  Valkyrie na Rebellion, zwyciężywszy Madison Rayne. Po meczu stała się celem ataku ze strony mistrzyni i Johnny’ego Impacta, dopóki z napastnikami nie rozprawił się Brian Cage. W ten sposób została wplątana w rywalizację Cage’a z Johnnym Impactem i jego żoną. 19 kwietnia Grace rozproszyła uwagę Valkyrie w Non Title matchu, doprowadzając do jej porażki z Madison Rayne.

### Rich Swann vs. Sami Callihan

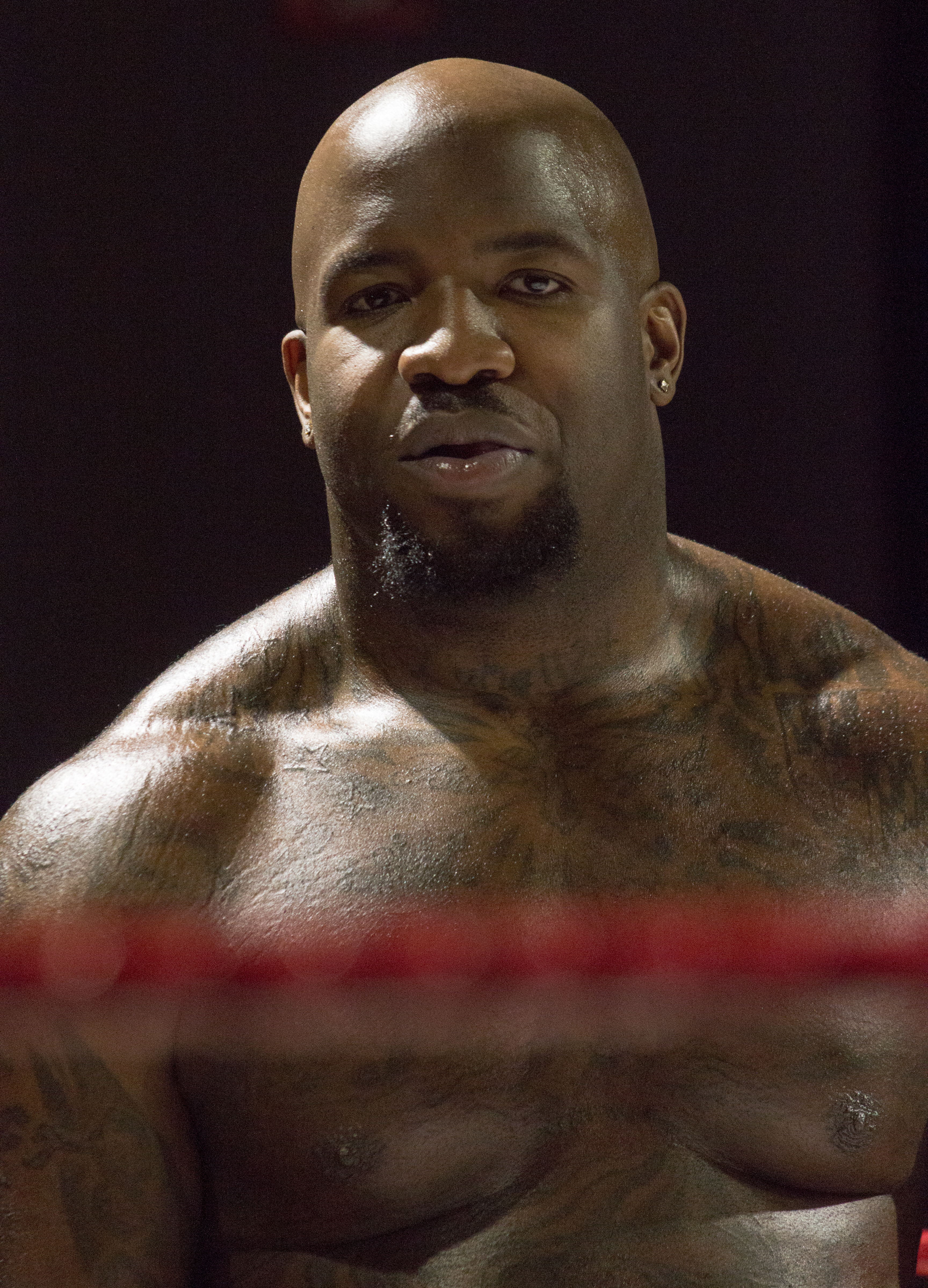
Moose

Sami Callihan starał się przekonać Richa Swanna, aby ze względu na ich długoletnią znajomość, wrócił do rodziny i przyłączył się do jego grupy, Ohio Versus Everything. Znakiem zgody miało być założenie przez Impact X Division Championa koszulki z logiem drużyny. Po kilkukrotnej odmowie Callihan brutalnie zaatakował Swanna, co spowodowało, że poszkodowany musiał zostać przewieziony do szpitala. W odcinku Impactu! z 1 marca lider OVE przypomniał Swannowi, że to on pomógł mu stanąć na nogi, gdy jego rodzice zmarli, co ten powinien odwzajemnić i przyłączyć się do niego. Tydzień później X Division Champion założył koszulkę, lecz po chwili rozerwał ją i podjął atak na rywala i jego podopiecznych, Jake’a i Dave’a Cristów. Troje antagonistów pokonało 15 marca Swanna, Williego Macka i Tommy’ego Dreamera w Six Man Tag Team matchu. 22 marca Swann zachował tytuł mistrzowski w walce z oponentem, jednak po meczu został napadnięty przez nowego członka OVE, Madmana Fultona. Willie Mack, próbujący pomóc towarzyszowi, nie zdołał przeciwstawić się nowo przybyłemu zawodnikowi. Protagonistom nie udało się wygrać Tag Team matchu z przeciwnikami, rozegranego 5 kwietnia, a przed atakiem ze strony zwycięzców obronił ich Tommy Dreamer. Tego samego dnia została podana wiadomość, że Swann będzie bronił tytuł mistrzowski przeciwko rywalowi na Rebellion. 19 kwietnia Mackowi i Swannowi nie udało się  uratować Dreamera, który po przegranym meczu z Fultonem, stał się celem ataku OVE.

### The Rascalz vs. The North i Moose
Moose wziął udział w komediowym segmencie The Rascalz (Dez, Wentz i Trey) w stylu Różowych lat siedemdziesiątych (ang. That ’70s Show). Trzej zawodnicy wyśmiali go, po tym jak tydzień temu Melissa Santos odrzuciła jego zaproszenie na randkę. Zdenerwowany Moose pobił ich, następnie w kolejnych odcinkach Impactu! toczył  z nimi pojedynki, wygrywając z Treyem (22 marca) i Wentzem (12 kwietnia) oraz ponosząc porażkę z Dezem (19 kwietnia), który uzyskał pomoc ze strony towarzyszy. 26 kwietnia Moose, w odpowiedzi na ostatnią przegraną, oświadczył rywalom, że nikt nie będzie ośmieszał go w krajowej telewizji, później zaś zaatakował ich wraz z nowymi sojusznikami, The North (Ethan Page i Josh Alexander). 

### Scarlett Bordeaux vs. Rohit Raju
Fallah Bahh przegrał 5 kwietnia z członkiem The Desi Hit Squad, Rohitem Raju, który wykorzystał pomoc ze strony swoich dwóch towarzyszy. Po meczu Scarlett Bordeaux wsparła pokonanego w wywarciu zemsty na nieuczciwych rywalach. Dwa tygodnie później protagoniści zwyciężyli Raju i Raję Singha w mieszanym Tag Team matchu. Bordeaux ogłosiła w ostatnim odcinku Impactu! przed galą, że podczas Rebellion będzie świętowała zwycięstwo nad Glennem Gilbertim w Intergender matchu, które odniosła 29 marca, podczas segmentu nazwanego Smoke Show. Ostatecznie kilka godzin przed galą Impact Wrestling oznajmił, że Bordeaux spotka się w Intergender matchu z Rohitem Raju, który ubolewał na Twitterze iż, mimo dwuletniej współpracy z federacją, nigdy nie wystąpił na żadnej gali pay-per-view.

## Gala

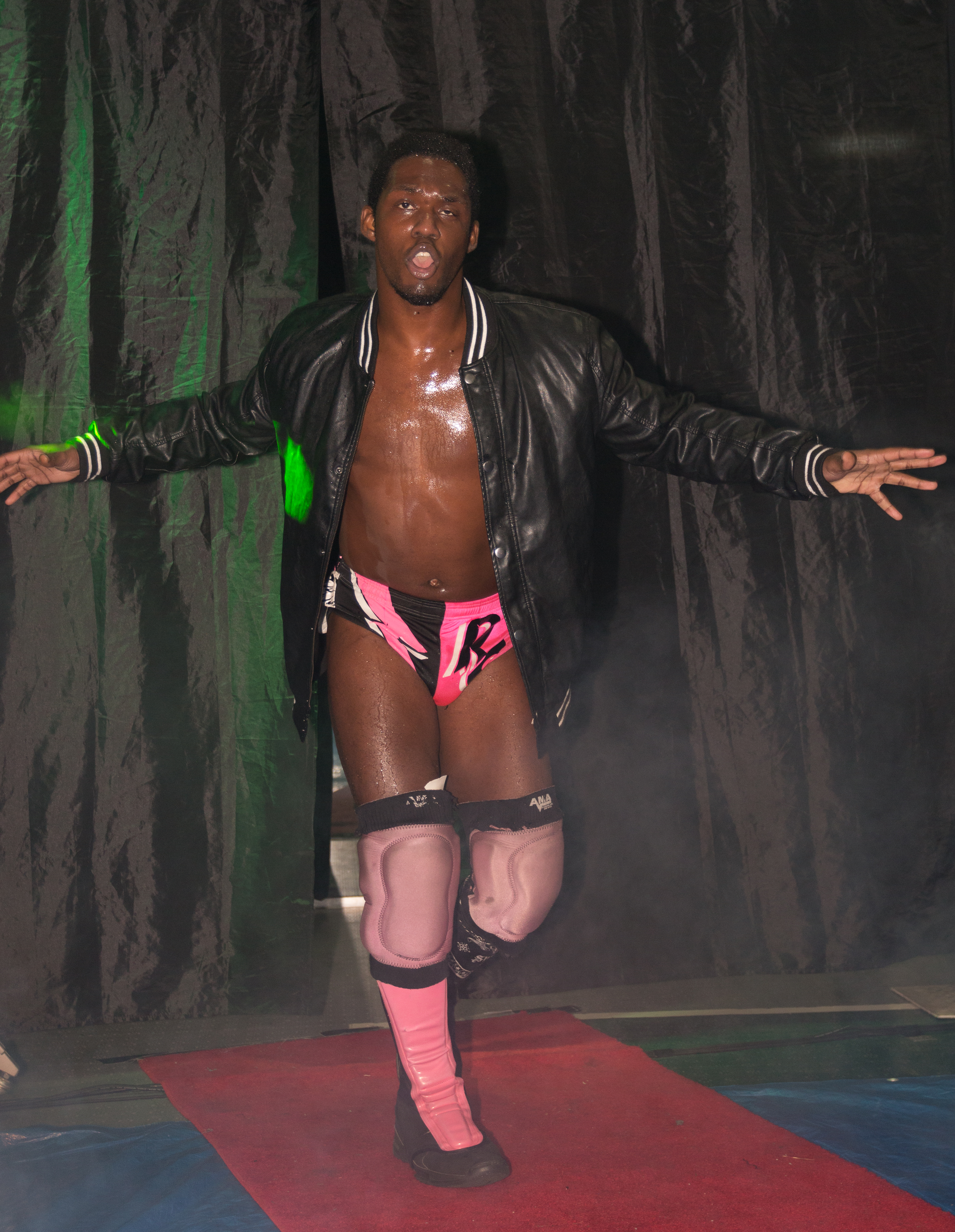
Rich Swann

### Osobowości telewizyjne
Przy stoliku komentatorskim Impact Wrestling Rebellion zasiedli Josh Mathews i Don Callis, natomiast za zakulisowe wywiady z zawodnikami odpowiadała Melissa Santos.

### Główne wydarzenie
Galę otworzyła, niezapowiadana przez Impact Wrestling, walka sześcioosobowa z udziałem Ace’a Austina, Peteya Williamsa, Eddiego Edwardsa, Jake’a Deanera, Aidena Prince’a i Jake’a Crista. Pod koniec meczu Williams ogłuszył Deanera za pomocą Canadian Destroyera, jednak po chwili został zaskoczony przez Austina, który przypiął go po wykonaniu roll–upu.
Drugim starciem był Intergender match między Scarlett Bordeaux a Rohitem Raju. Knockoutce towarzyszył przy ringu Fallah Bahh, natomiast członkowi The Desi Hit Squad asystowali Gama Singh i Raj Singh. Fallah Bahh rozproszył uwagę sędziego, co pozwoliło Bordeaux kopnąć odwróconego do niej plecami rywala w krocze, po czym zakończyła pięciominutowy pojedynek przy użyciu cradle back-to-belly piledrivera.
Następnie The Rascalz (Dez, Wentz i Trey) stawili czoło Moose’owi i The North (Ethan Page i Josh Alexander). Trzej młodzi zawodnicy, mimo zwinności, szybkości i akcjom wysokiego ryzyka, nie sprostali znacznie większym i silniejszym przeciwnikom. Antagoniści wyeliminowali z walki Wentza i Treya, następnie The North wykonali osamotnionemu Dezowi jedną ze swoich akcji drużynowych, a Moose dał zwycięstwo drużynie po zaatakowaniu rywala spearem.
W kolejnym spotkaniu Taya Valkyrie broniła Impact Knockouts Championship przeciwko Jordynne Grace. Mistrzyni wygrała pojedynek po wykonaniu pretendentce swojej akcji kończącej – Road to Valhalla.

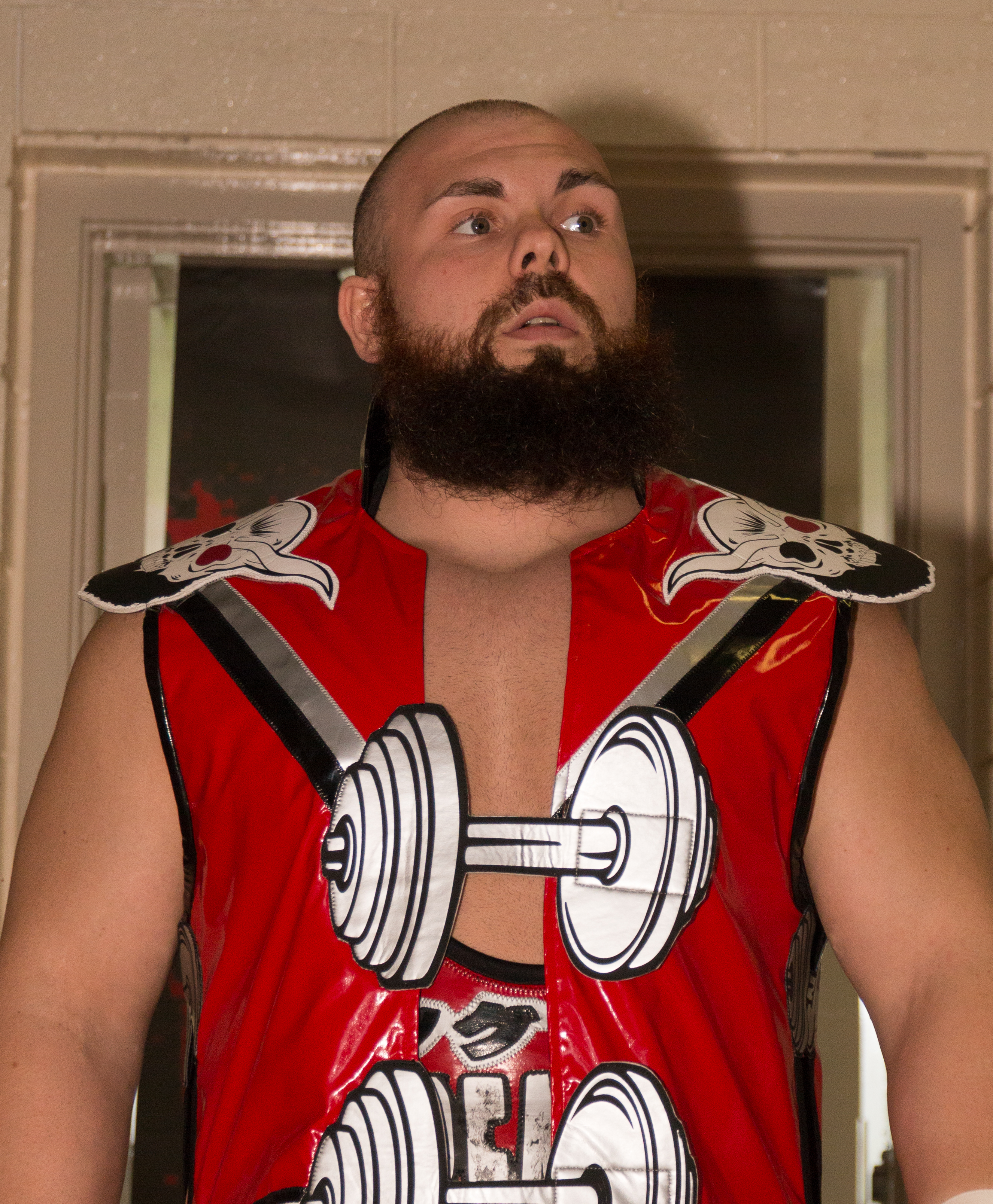
Michael Elgin

W oVe Rules matchu Rich Swann bronił Impact X Division Championship przeciwko Samiemu Callihanowi. Starcie obfitowało w wiele brutalnych akcji z użyciem zszywacza, koszy na śmieci, metalowych krzeseł, metalowej barierki oraz klocków Lego. Callihan, zirytowany nieudaną próbą przypięcia rywala po wykonaniu mu piledrivera ze środkowej liny na klocki Lego, postanowił zakończyć rywalizację za pomocą kija baseballowego, który owinięty był drutem kolczastym. Jednakże Swann wyrwał mu przedmiot z rąk, uderzył go w głowę, po czym zapiął przeciwnikowi crossface z wykorzystaniem wspomnianego kija, co zmusiło Callihana do poddania się.
W szóstym spotkaniu Tessa Blanchard zmierzyła się z Gail Kim. Na widowni zasiadł ojciec Tessy, Tully Blanchard, oraz mąż Kim, Robert Irvine. Trzynastominutowy, efektowny mecz wygrała Blanchard, gdy założywszy oponentce modified anaconda vise, zmusiła ją do poddania się. Po meczu zawodniczki podały sobie ręce i objęły się na znak zgody i wzajemnego szacunku.
Tuż po tym odbyła się walka o Impact World Championship, w której mistrz, Johnny Impact (przy ringu towarzyszyli mu Taya Valkyrie i Johnny Bravo), podejmował pretendenta, Briana Cage’a. Sędzią specjalnym meczu był Lance Storm. Na początku meczu Cage szybko przeszedł do ofensywy, starając się osłabić rywala różnorodnymi ataki i uzyskać błyskawiczne zwycięstwo, co jednak się nie udało. Akcja przeniosła się na rampę, z której Impact wykonała pretendentowi Spanish Fly na podłogę. Po tym manewrze Cage doznał urazu pleców, co znacznie spowolniło i ograniczyło jego ruchy. Przez kilka kolejnych minut Impact miał znaczną przewagę nad przeciwnikiem, do czasu aż Cage rzucił nim o stół rozłożony wcześniej poza ringiem przez Valkyrie i Bravo. Impact Knockouts Championka i były sędzia postanowili wmieszać się w pojedynek, pomagając Impactowi wyłączyć Lance’a Storma z sędziowania. Cage wykonał Valkyrie powerbomb na matę, lecz równocześnie jego rywal uderzył go w głowę pasem mistrzowskim. Johnny Bravo wszedł do ringu w stroju arbitra, odliczając pretendenta, któremu Impact wykonał Starship Pain. Bravo odliczył tylko do dwóch, następnie został zaatakowany przez powracającego do ringu Lanca Storma. Cage kopnął mistrza w twarz i zakończył pojedynek po Drill Claw, tym samym zdobywając pierwszy raz Impact World Championship. Po meczu nowy mistrz został zaatakowany przez debiutującego Michaela Elgina.   

#### Walka wieczoru

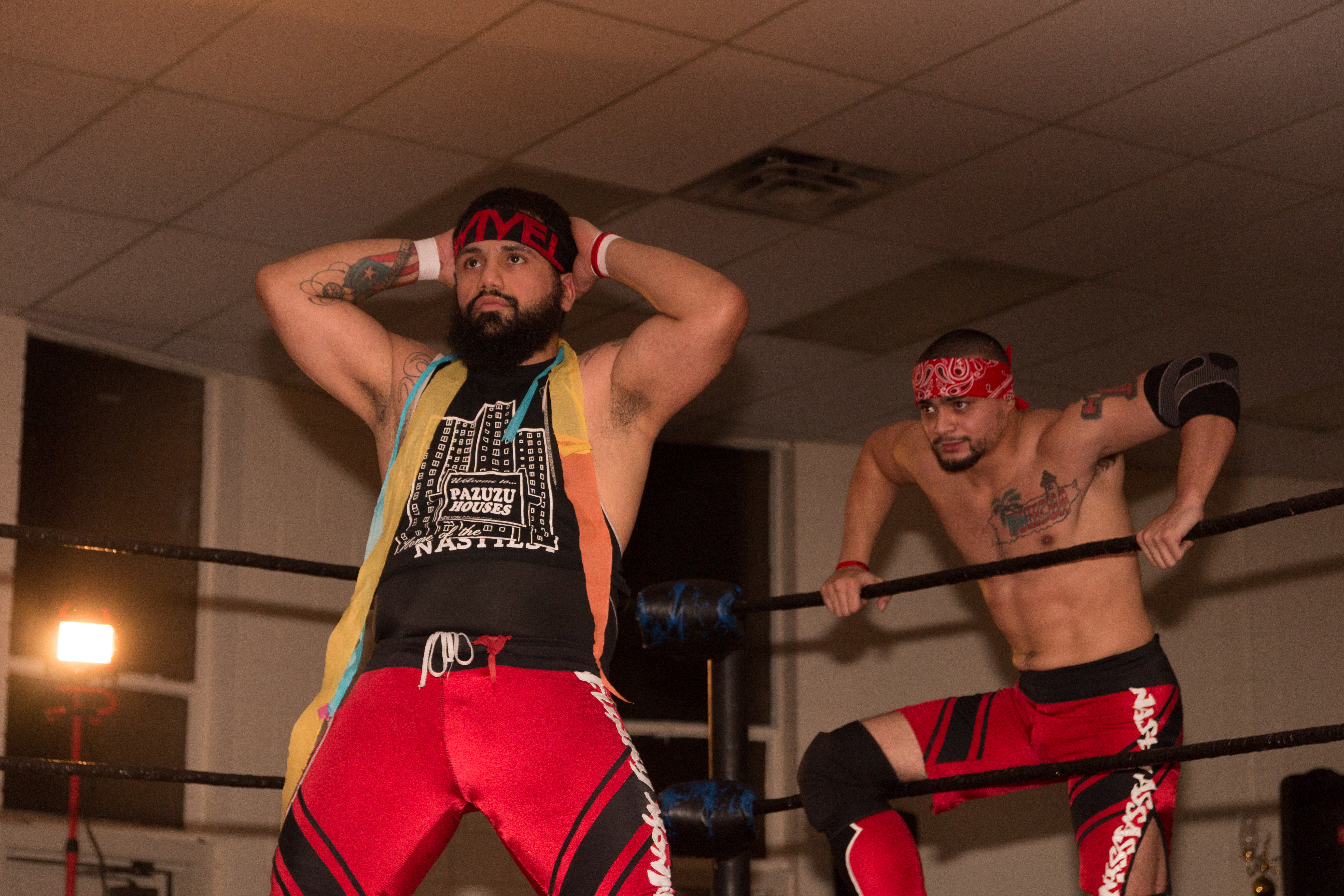
The Latin American Xchange; z lewej strony Ortiz, z prawej Santana

W Full Metal Mayhem Tag Team matchu The Latin American Xchange (Ortiz i Santana) pokonali Impact World Tag Team Championów The Lucha Brothers (Pentagón Jr. i Fénix), zostając po raz czwarty mistrzami drużynowymi Impact Wrestling. W czasie pojedynku pretendentom towarzyszył przy ringu ich przywódca, Konnan. Zanim zabrzmiał gong zawodnicy LAX skoczyli ponad trzecią liną ringu na witających się z fanami przeciwników i zaczęli atakować ich kopnięciami i uderzeniami. Przygotowując nową akcję, dali szansę odpocząć The Lucha Brothers i przyjęli od nich stereo flip dive, wpadając na stoły ustawione przy barierkach ochronnych. W ciągu całego meczu obie drużyny prowadziły rywalizację w dynamicznym tempie, używając przeciwko sobie różnych przedmiotów (koszów, krzeseł, widelców, stołów) oraz wykorzystując szeroki wachlarza ataków technicznych i akrobatycznych, niekiedy niebezpiecznych i ryzykownych.
W ostatnich minutach meczu Pentagón ustawił dwa stoły, tuż przy rozstawionej drabinie, po czym rozsypał na nich pinezki. Santana rzucił garścią pinezek w Pentagóna, ułożył go na stołach i zaczął wspinać się na drabinę. Meksykanin doszedł do siebie i także wszedł na drabinę. Na szczycie obaj bili się nawzajem pięściami po twarzach. Santana dźgnął widelcem w głowę przeciwnika, a Ortiz, który kilkanaście sekund wcześniej dołączył do bójki, chwycił Pentagóna, za pomocą powerbombu zrzucił wprost na wspomniane stoły i zdobył zwycięskie przypięcie. 
Po walce Konnan chciał, żeby drużyny się uściskały. Zawodnicy zgodzili się na to i zakopali dzięki temu topór wojenny. Na zakończenie gali część zawodników Impact Wrestling oraz była wrestlerka federacji, Taylor Wilde, weszło do ringu, oklaskując i gratulując zwycięzcom.

## Odbiór gali
Impact Wrestling Rebellion otrzymało pozytywne oceny od krytyków i fanów.
Larry Csonka, redaktor portalu 411mania.com, za najlepszą walkę gali uznał pojedynek LAX z Lucha Brothers (4¼ gwiazdki), pisząc, że „była to wspaniała walka wieczoru i niezwykły popis wszystkich czterech zawodników. Mieli plan, utrzymywali dobre tempo i co najważniejsze, walczyli w stypulacji, która pozwoliła im popracować nad dostarczeniem niezłej rozrywki”. Pochwały z jego strony zebrał również pojedynek Gail Kim z Tessą Blanchard (4 gwiazdki), oVe Rules match (3¾ gwiazdki) i Six Man Tag Team match (3½ gwiazdki). Według Csonki najsłabiej wypadła walka Scarlett Bordeaux z Rohitem Raju, która „nie zasługiwała na miejsce na gali PPV, a czas przeznaczony dla niej mógł być lepiej wykorzystany w walce otwierającej wydarzenie”. W skali dziesięciopunktowej Impact Wrestling Rebellion otrzymało od niego 7,5 punktu.
Jeden z redaktorów portalu internetowego Świat Impact Wrestling! przyznał gali 3¾ gwiazdki w 5–gwiazdkowej skali. W swojej recenzji zanotował: „Kolejna świetna gala od Impact Wrestling, ale czy kogokolwiek to dziwi? Federacja od jakiegoś czasu ma długą serię udanych PPV i Rebellion tylko utwierdza mnie w przekonaniu, że co jak co, ale Impact to generalnie dobre gale robi. Mogliśmy zobaczyć trzy genialne starcia, jedno prawie tak samo dobre i trzy niezłe. Blanchard wygrała, poznaliśmy kilku nowych czempionów, dostaliśmy całkiem fajny bonus. Najbardziej mi chyba szkoda walki o pas mistrza świata, bo miała ona potencjał, a została pogrzebana przez overbooking i nieudaną akcję, po której Cage musiał zwolnić do minimum. Na plus też debiut Elgina – jeśli miałby się on zmierzyć z Brianem na Slammiversary to nie będę miał nic przeciwko, a nawet napiszę, że oddałbym za to sporą sumkę jakiś czas temu. Tylko szkoda z drugiej strony mi Cage’a – co z tego, że odniósł wielką wygraną jak został załatwiony przez debiutanta”.
Jason Powell z Prowrestling.net pochwalił galę, jednak podobnie jak inni recenzenci, zarzucał pojedynkowi o Impact World Championship overbooking, charakteryzujący się zbyt dużą liczbą interwencji ze strony sojuszników Impacta oraz zamieszaniem związanym ze zniknięciem sędziego i jego powrotem. W odróżnieniu od recenzji zamieszczonej na stronie 411mania.com Powell miał inne zdanie na temat Intergender matchu: „To było niezłe, jak na walkę z dolnej części karty. Raju wykonał dobrą robotę w końcowej części meczu, a Bordeaux dobrze wykonała zaplanowane dla niej akcje. Nadal niepokoję się, że Bordeaux, stając się regularną zawodniczką, zrobi więcej szkody niż pożytku. Scarlett jest gwiazdą, ale musi zostać zaprezentowana we właściwej roli. Nie jestem nawet pewien, jaka jest ta rola, ale nie wierzę, że jest nią zwyciężanie mężczyzn w podrzędnych meczach”.
Średnia ocen wszystkich walk, jakie zostały przyznane przez Wrestling Observer Newsletter Dave′a Meltzera, wyniosła 3. Najlepsze noty przypadły Full Metal Mayhem Tag Team matchowi o Impact World Tag Team Championship (4¼ gwiazdki) oraz pojedynkowi Gail Kim z Tessą Blanchard (3¾ gwiazdki). Według newslettera nieco słabiej wypadły oVe Rules match (3½ gwiazdki), walka o Impact World Championship (3¼ gwiazdki) oraz Six Man Tag Team match (3 gwiazdki). Six Way match i spotkanie o Impact Knockouts Championship otrzymały po 2¼ gwiazdki, natomiast najsłabszym pojedynkiem gali była walka Scarlett Bordeaux z Rohitem Raju (1¾ gwiazdki).

## Wydarzenia po gali

### Kwestie organizacyjne
Po gali Brian Cage został przewieziony do szpitala, gdzie po serii badań stwierdzono u niego nasilony stan zapalny i stłuczenie kości dolnej części kręgosłupa. Uraz sprawił, że zawodnik nie mógł wziąć udziału w nagraniach telewizyjnych do Impactu!, które odbyły się 29 kwietnia w Toronto oraz 3 i 4 maja w Filadelfii.

## Wyniki walk
Zestawienie zostało opracowane na podstawie źródła:
| Nr                                 | Wyniki | Stypulacje                                                                              | Czas  |
| ---------------------------------- | --- | --------------------------------------------------------------------------------------- | ----- |
| 1                                  | Ace Austin pokonał Aidena Prince’a, Eddiego Edwardsa, Jake’a Crista, Jake’a Deanera i Peteya Williamsa           | Six Way match                                                                           | 5:35  |
| 2                                  | Scarlett Bordeaux (z Fallah Bahhem pokonała Rohita Raju (z Gamą Singhem i Rają Singhem)                          | Intergender match                                                                       | 5:00  |
| 3                                  | Moose i The North (Josh Alexander i Ethan Page) pokonali The Rascalz (Dez, Wentz i Trey)                         | Six Man Tag Team match                                                                  | 9:30  |
| 4                                  | Taya Valkyrie (c) pokonała Jordynne Grace                                                                        | Singles match o Impact Knockouts Championship                                           | 9:00  |
| 5                                  | Rich Swann (c) pokonał Samiego Callihana                                                                         | oVe Rules match o Impact X Division Championship                                        | 16:20 |
| 6                                  | Tessa Blanchard pokonała Gail Kim                                                                                | Singles match                                                                           | 13:10 |
| 7                                  | Brian Cage pokonał Johnny’ego Impacta (c) (z Tayą Valkyrie i Johnnym Bravo)                                      | Singles match o Impact World Championship; Lance Storm pełnił rolę sędziego specjalnego | 13:20 |
| 8                                  | The Latin American Xchange (Ortiz i Santana) (z Konnanem) pokonali The Lucha Brothers (Pentagón Jr. i Fénix) (c) | Full Metal Mayhem Tag Team match o Impact World Tag Team Championship                   | 21:05 |
| (c) – mistrz/mistrzyni przed walką | |                                                                                         |       |